# Guillem de Brunsvic-Lüneburg
Guillem de Brunsvic-Lüneburg - Wilhelm von Braunschweig-Lüneburg (alemany)- (4 de juliol de 1535 - 20 d'agost de 1592) fou duc de Brunsvic-Lüneburg de la casa de Welf, fill del duc Ernest I (1497-1546) i de Sofia de Mecklenburg-Schwerin (1508-1541). A partir de 1582, Guillem va començar a patir atacs de bogeria, motiu pel qual es va haver de separar de la seva dona que després de la mort de Guillem va exercir la regència en nom del seu fill Jordi.

## Matrimoni i fills

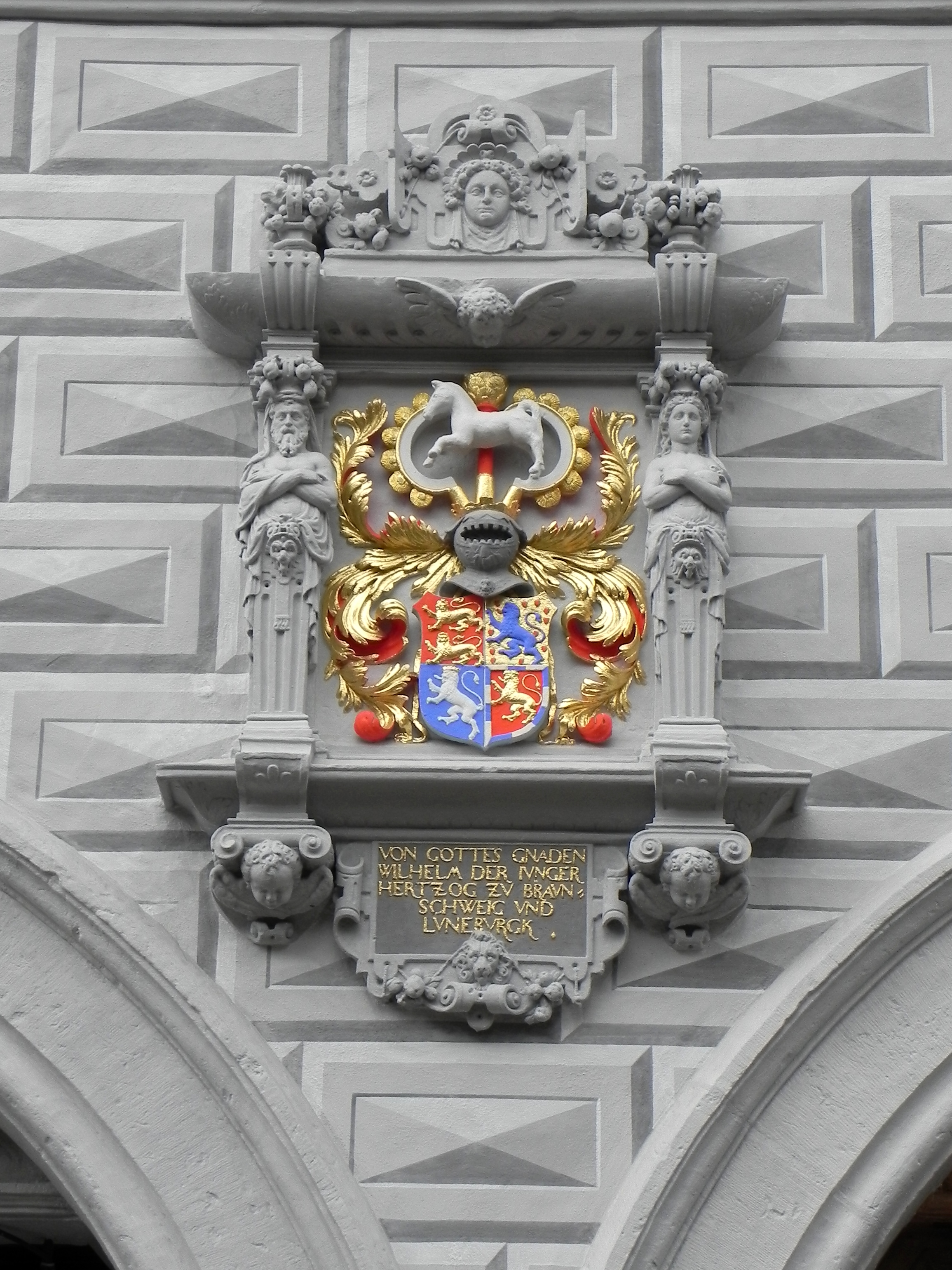
Escut de Guillem a l'ajuntament de Celle

El 12 d'octubre de 1561 es va casar amb Dorotea de Dinamarca (1546-1617), filla del rei Cristià III de Dinamarca (1503-1559) i de Dorotea de Saxònia-Lauenburg (1511-1571). El matrimoni va tenir els següents fills:
- Sofia (1563-1639), casada amb Jordi Frederic de Brandenburg-Ansbach
- Ernst (1564-1611).
- Elisabet (1565-1621), casada amb Frederic de Hohenlohe-Langenburg
- Cristià (1566-1633).
- August (1568-1636).
- Dorotea (1570-1649), casada amb Carles I del Palatinat de Zweibrücken-Birkenfeld
- Clara (1571-1658), casada amb Guillem de Schwarzburg-Blankenburg
- Anna Úrsula (1572-1601)
- Margarida (1573-1643), casada amb Joan Casimir de Saxònia-Coburg
- Frederic (1574-1648).
- Maria (1575-1610)
- Magnus (1577-1632)
- Jordi (1582-1641), casat amb Anna Elionor de Hessen-Darmstadt (1601-1659).
- Joan (1583-1628)
- Sibil·la (1584-1652), casada amb Juli Ernest de Brunsvic-Lüneburg